# Acomys louisae
Acomys louisae is een knaagdier uit het geslacht der stekelmuizen (Acomys).

## Leefwijze
De soort leeft in droge savanne, in droog grasland en in rotsachtige gebieden.

## Status
De beschermingsstatus van deze soort is volgens de IUCN "niet bedreigd" (LC).

## Verspreiding
Deze soort komt voor in Somalië en Djibouti.

## Verwantschap
Omdat deze soort voor zover bekend geen nauwe verwanten heeft, wordt hij beschouwd als de enige soort van het ondergeslacht Peracomys. De naam umbratus Thomas, 1923 wordt als een synoniem gezien.